# Taimen
Taimen (Hucho taimen) är en fiskart som först beskrevs av Pallas, 1773.  Taimen ingår i släktet Hucho och familjen laxfiskar. IUCN kategoriserar arten globalt som sårbar. Inga underarter finns listade i Catalogue of Life.